# Gornja Velika (Sokolovac)
Gornja Velika je naselje u Hrvatskoj u sastavu općine Sokolovca. Nalazi se u Koprivničko-križevačkoj županiji.    

## Zemljopis
Jugozapadno je Donja Velika, zapadno su Rovištanci, Hudovljani i Peščenik, istočno su Gornji Mosti i Srednji Mosti, jugoistočno su Poljančani, južno su Sredice Gornje.

## Stanovništvo
2001. godina -110 stanovnika
2011. godina - 95 stanovnika
2021. godina - 56 stanovnika
| broj stanovnika | 110   | 124   | 113   | 163   | 193   |       |       | 223   | 224   | 203   | 213   | 186   | 149   | 130   | 110   | 95    | 75    |
|                 | 1857. | 1869. | 1880. | 1890. | 1900. | 1910. | 1921. | 1931. | 1948. | 1953. | 1961. | 1971. | 1981. | 1991. | 2001. | 2011. | 2021. |

### Mrežna sjedišta
}}